# Campus UnB Gama
A Faculdade de Ciências e Tecnologias em Engenharia (FCTE), anteriormente Faculdade UnB Gama (FGA) é a extensão da Universidade de Brasília na região administrativa do Gama. É o maior entre os três campi da universidade situados fora do Plano Piloto de Brasília. Abriga cinco cursos da área de engenharia: aeroespacial, automotiva, eletrônica, energia e software.
O campus faz parte de um projeto de expansão das universidades federais, o Reuni. Entrou em funcionamento no segundo semestre de 2008, tendo como sede provisória o antigo Fórum do Gama. Também foram ministradas aulas no estádio Bezerrão e no SESC Gama. Em 2011 foi inaugurada a sede definitiva, localizada às margens da DF-480, composta por três prédios: Unidade Acadêmica (UAC), Unidade de Ensino e Docência (UED) e Módulo de Serviços e Equipamentos Esportivos (MESP). Sua estrutura abrange ainda o fórum, a rua dos containers e um galpão.

## História
No dia 28 de setembro de 2007, às 15h, reuniram-se no Departamento de Desenvolvimento do Ensino Superior a diretora do Professora Maria Ieda Diniz, a Coordenadora Geral de Desenvolvimento das Instituições de Ensino Superior  Sandra Vidal, o Diretor de Tecnologias de Apoio à Aprendizagem Leonardo Lazarte e o Decano de Ensino de Graduação Murilo de Camargo. A reunião abordou a pactuação dos cursos ofertados no Campus do Gama durante a Fase I do Programa de Expansão das Instituições de Ensino Superior. Iniciados os trabalhos, foi analisado o Projeto Acadêmico, bem como planilhas relacionadas ao quantitativo de docentes, liberação de recursos da expansão referente ao orçamento de 2006 e 2007, investimentos e quadro de pessoal da instituição.
No segundo semestre de 2008, as aulas se iniciaram no antigo Fórum da cidade. Com uma estrutura adaptada para atender à demanda de 240 alunos, o prédio não continha ar-condicionado e nem laboratórios de química e informática. No semestre seguinte essas pendências foram sendo solucionadas. As aulas foram ministradas neste espaço até a inauguração do campus definitivo.